# Myersiohyla
Myersiohyla és un gènere de granotes de la família dels hílids que es troba a Veneçuela i a Guaiana.

## Taxonomia
- Myersiohyla aromatica (Ayarzagüena and Señaris, 1994).
- Myersiohyla inparquesi (Ayarzagüena and Señaris, 1994).
- Myersiohyla loveridgei (Rivero, 1961).
- Myersiohyla kanaima (Goin and Wodley, 1961).